# Nagrota
Nagrota är en ort i Indien.   Den ligger i distriktet Kangra och delstaten Himachal Pradesh, i den norra delen av landet, 400 km norr om huvudstaden New Delhi. Nagrota ligger 457 meter över havet och antalet invånare är 6 125.
Terrängen runt Nagrota är platt åt sydväst, men åt nordost är den kuperad. Runt Nagrota är det ganska tätbefolkat, med 108 invånare per kvadratkilometer. Närmaste större samhälle är Yol, 15,4 km nordost om Nagrota. I omgivningarna runt Nagrota växer i huvudsak blandskog.